# Wilhelm Bayha
Wilhelm Bayha (ur. 1895, data śmierci nieznana) – zbrodniarz nazistowski, kierownik komanda więźniarskiego w Mühldorf – podobozie KL Dachau i SS-Oberscharführer.

## Życiorys
Od 6 stycznia do 30 marca 1945 był w Mühldorf kierownikiem komanda więźniarskiego. Podlegało mu od 40 do 60 więźniów, którzy budowali bocznicę kolejową w Ampfing. Bił więźniów kijem i kopał ich praktycznie na co dzień. Bayha zmuszał więźniów do pracy nawet podczas nalotów alianckich, odmawiając im schronienia. Strzelał do tych, którzy próbowali się ukryć.
Bayha został osądzony w procesie załogi Mühldorf (US vs. Franz Auer i inni) przez amerykański Trybunał Wojskowy w Dachau. Wymierzono mu karę 10 lat pozbawienia wolności. Więzienie w Landsbergu opuścił 24 lutego 1952.